# Isabel y Ángel Parra
Isabel y Ángel Parra, inizialmente conosciuti come Los Parra de Chillán, è stato un duo musicale cileno formato nel 1962 in Francia e attivo fino al 1985. Il duo era composto dai fratelli Isabel Parra e Ángel Parra, figli della celebre cantautrice Violeta Parra.

## Storia
Il duo si forma a Parigi nel 1962, dove Isabel e Ángel si trovavano assieme alla madre Violeta fin dal 1961, con il nome di Los Parra de Chillán. Con questo nome incidono infatti un album su 10" per l'etichetta discografica francese Barclay, Au Chili avec los Parra de Chillán.
Al ritorno in Cile nel 1964 i Parra fondano la Peña de los Parra, motivo di aggregazione degli artisti cileni di ambito folkloristico, tra cui Patricio Manns, Rolando Alarcón e Víctor Jara, da cui scaturirà il movimento della Nueva Canción Chilena. L'attività di questo gruppo di artisti frutterà molti lavori discografici, che avranno termine solamente con il colpo di Stato in Cile del 1973, che separò temporaneamente i due fratelli Parra: Ángel in Messico e Isabel a Cuba. I due si riuniranno a Parigi, ritornando a lavorare e pubblicare dischi assieme fino a quando, nel 1987, Isabel rientrerà in Cile.
Il 19 dicembre 2015, trent'anni dopo la separazione del duo, Isabel e Ángel sono tornati a suonare assieme dal vivo, in un concerto dedicato alla madre Violeta, tenuto all'interno del Museo Violeta Parra, a Santiago del Cile.

## Formazione
- Isabel Parra - chitarra, charango, voce
- Ángel Parra - chitarra, voce

### Collaboratori
- Patricio Castillo - chitarra, cuatro, tiple, flauto
- Mathias Pizarro - pianoforte

## Discografia parziale

### Album  in studio
- 1963 - Au Chili avec los Parra de Chillán (come Los Parra de Chillan)
- 1965 - La peña de los Parra (con Patricio Manns e Rolando Alarcón)
- 1966 - Los Parra de Chile
- 1967 - De Violeta Parra
- 1968 - La peña de los Parra vol. II
- 1972 - Du Chili déchiré
- 1976 - Isabel y Ángel Parra
- 1981 - Isabel et Ángel Parra

### Album dal vivo
- 1970 - Los Parra de Chile
- 1979 - Los Parras live in Vancouver

### Raccolte
- 1971 - La peña de los Parra

### EP
- 1965 - El amor es un niñito/El sacristán vivaracho
- 1969 - Cuecas
- 1970 - Venceremos/UP (con i Quilapayún)

### Partecipazioni
- 1965 - AA.VV. Süd- und mittelamerikanische Volksmusik
- 1965 - AA.VV. La peña de los Parra
- 1966 - AA.VV. Todo el folklore, vol. 2
- 1967 - AA.VV. Danzas y canciones de toda América Latina
- 1969 - AA.VV. La peña de los Parra, vol. I
- 1971 - AA.VV. El cantar tiene sentido
- 1976 - AA.VV. 6. Festival des politischen Liedes
- 1980 - AA.VV. Zehnkampf - Festival des politischen Liedes 1970-1980
- 1984 - AA.VV. La mémoire chantée de Régine Mellac
- 1991 - AA.VV. Chants et rythmes du Chili
- 1996 - AA.VV. Todas las voces todas
- 1996 - AA.VV. Ritmo de la Juventud. Vol. 3
- 1996 - AA.VV. Ritmo de la Juventud. Vol. 4
- 1996 - AA.VV. Ritmo de la Juventud. Vol. 12
- 2004 - AA.VV. Puras cuecas

### Collaborazioni
- 1974 - Violeta Parra Un río de sangre
- 1978 - Daniel Viglietti En vivo